# Krhkost
Krhkost je svojstvo materijala koje je u suprotnosti sa žilavošću, a to znači da se materijal lomi bez prethodne plastične deformacije. Mjera za žilavost materijala je udarni rad loma. Za krhke materijale (staklo, keramika, polistiren) potreban je mali udarni rad loma materijala. Udarni rad loma određuje otpornost materijala krhkom lomu i mjera je za žilavost materijala. Udarni rad loma je energija utrošena za lom ispitnog uzorka kod ispitivanja. Označava se s KU (ispitni uzorak s U zarezom) ili KV (ispitni uzorak s V zarezom) i izražava se u džulima (J).
Kod krhkog loma, djelovanjem naprezanja ne postoji plastična deformacija, već se početna mikropukotina širi duž kristalne ravnine. Osim sklonosti nekih materijala krhkom lomu (npr. kaljeni čelik), on se javlja kod sniženih temperatura i velikih brzina naprezanja.
Kod žilavog loma prisutna je snažna plastična deformacija u svim koracima loma materijala. Nastaje pri malim brzinama djelovanja naprezanja i pri naprezanju koje je znatno iznad granice razvlačenja materijala. 

## Čimbenici koji utječu na krhkost
Na krhkost čelika i drugih materijala utječe prije svega radna temperatura (radni uvjeti) i vrsta materijala (kemijski sastav, nečistoće u čeliku, mikrostruktura, toplinska obrada i drugo).

### Utjecaj temperature
Radna temperatura ima najveći utjecaj na krhkost. Sa snižavanjem temperature krhkost raste. 
Prijelazna temperatura ispitivanja označava temperaturu na prijelazu s visokih prema niskim vrijednostima udarnog rada loma, odnosno to je temperatura koja odvaja područje žilavog od područja krhkog ponašanja materijala. 
Temperatura nulte duktilnosti je isto mjera krhkosti materijala. To je ona najviša temperatura pri kojoj mikropukotina počinje rasti i prodire kroz čitav presjek ispitnog uzorka. Na toj temperaturi gube se svojstva plastičnosti čelika. Ispod temperature nulte duktilnosti očekuje se krhko, a iznad žilavo ponašanje materijala.
Granična temperatura υ50% i υ85% se ispituje na uzorcima s utorom (npr. Charpyjevo klatno), a najčešće se provodi na limovima i feritnim čelicima. 

### Utjecaj kemijskog sastava
Legure koje imaju plošno centriranu kubičnu kristalnu rešetku imaju uglavnom visoku žilavost (npr. gama-željezo (γ-Fe) ili austenit). Materijali s velikom čvrstoćom obično imaju nisku žilavost ili krhkost. Kod legura s volumno centriranom kubičnom kristalnom strukturom žilavost ovisi o temperaturi (sa snižavanjem temperature žilavost opada).

### Utjecaj mikrostrukture
Mikrostruktura ima isto veliki utjecaj na žilavost materijala. Što je kristalno zrno manje, to je žilavost veća. Kod čelika smanjenje veličine kristalnog zrna za mjernu jedinicu 1 po ASTM E112 skali, snižava prijelaznu temperaturu ispitivanja za oko 15 ºC.
Određivanje veličine kristalnih zrna izvodi se ASTM (engl. American Society for Testing and Materials) E 112 metodom:
N = 2n -1
gdje je: N – broj kristalnih zrna na površini od 1 inč2 (četvorni palac), pri povećanju mikroskopa od 100 puta, n – broj veličine kristalnog zrna po ASTM-u. Veličine kristalnih zrna se kreću od 00 do 14.

### Lomna žilavost
Mjera za lomnu žilavost je kritični intenzitet naprezanja na vrhu pukotine koji dovodi do njenog nestabilnog širenja. Od svih svojstava koji određuju žilavost, jedino lomna žilavost može poslužiti kao veličina za proračune. Ispituje se na ispitnom uzorku koji uz utor ima i umjetno izazvanu pukotinu, umaranjem dubine veće od 1,3 mm.

## Metode ispitivanja materijala udarom
Metode ispitivanja materijala udarom su:
- Charpyjevo klatno za ispitivanje udarnog rada loma;[5]
- Ispitivanje udarnog rada loma po Izodu;
- Temperatura nulte duktilnosti po Pelliniju;
- Dinamička sila loma po Bruggeru;
- Tehnološka ispitivanja udarom.